# Трансдисциплинарность
Трансдисциплина́рность — принцип рассмотрения любого предмета исследования вне рамок научных дисциплин как продуктов специализации.

## Общие положения
Необходимости расширения научного мировоззрения во многом способствовала научно-техническая революция 60-х — 70-х годов XX века, требующая от науки более глубокого и интенсивного проникновения в суть законов природы и общества, чем это удавалось сделать при помощи дисциплинарного и междисциплинарного подходов.
Термин «трансдисциплинарность» и предложение обсудить тему «трансдисциплинарности в науке», было предложено Жаном Пиаже в 1970 году. Ему же принадлежит первое определение трансдисциплинарности. «После этапа междисциплинарных исследований, — писал он, следует ожидать более высокого этапа — трансдисциплинарного, который не ограничится междисциплинарными отношениями, а разместит эти отношения внутри глобальной системы, без строгих границ между дисциплинами».
Важно отметить, что одним из главных вопросов этой дискуссии являлось обсуждение сути трансдисциплинарности. Жан Пиаже (Jean Piaget) считал, что  трансдисциплинарность следует рассматривать как новую область знаний, отличную от мультидисциплинарности и интердисциплинарности. Эрих Янч (Erich Jantsch), австрийский астрофизик, исследователь проблемы самоорганизации во Вселенной, один из основателей Римского клуба, поддержал мнение Жана Пиаже. Он был уверен в том, что трансдисциплинарность, как «новое пространство без стабильных границ между дисциплинами», как новая область знаний, должна быть непременно супер- или гипердисциплиной. Такая трансдисциплинарность, писал он, должна являться«координатором всех дисциплинарных и интердисциплинарных систем обучения и инноваций на основе общего аксиоматического подхода». В такой интерпретации новая (трансдисциплинарная) область знаний требовала собственного (трансдисциплинарного) подхода. В свою очередь, взгляд Андре Лихнеровича на трансдисциплинарность был радикально математический. Он воспринимал трансдисциплинарность как некие «перекрёстные игры», способные описать «однородность теоретической деятельности в различных областях науки и техники, независимо от поля, где эта деятельность осуществляется». И, конечно же, эта теоретическая деятельность могла быть сформулирована, считал он, только на математическом языке.
Активное обсуждение трансдисциплинарности в мировой науке продолжилось с середины 80-х годов XX века. Однако, в силу своего семантического потенциала, термин «трансдисциплинарность» до сих пор не получил однозначного определения. Можно выделить несколько, наиболее часто употребляемых, значений этого термина, а также, сложившихся видов трансдисциплинарности.

## Часто употребляемые значения термина «трансдисциплинарность»
- В первом значении трансдисциплинарность понимается как «декларация», провозглашающая равные права известных и малоизвестных ученых, больших и малых научных дисциплин, культур и религий, в исследовании окружающего мира. В таком значении, трансдисциплинарность играет роль «охранной грамоты» для любой частной точки зрения.[6].
- Во втором значении «трансдисциплинарность» трактуется как высокий уровень образованности, разносторонности, универсальности знаний конкретного человека. Про таких людей обычно говорят, что они обладают энциклопедическими знаниями.
- В третьем значении «трансдисциплинарность» трактуется как «правило исследования окружающего мира». Предполагается, что трансдисциплинарность будет реализована, если проблема сразу исследуется в соответствии с требованием всесторонности. Например, на физическом, социальном и психическом уровнях, как локальное, в котором глобальное[7].
- В четвёртом значении «трансдисциплинарность» используется как «принцип организации научного знания», предполагающий взаимодействие многих направлений научного исследования при решении комплексных проблем развития человека, природы и общества. Следует отметить, что трансдисциплинарность в этом смысле предполагает выход учёных за рамки своих дисциплин. В зависимости от того, в каком количестве и в каком сочетании учёные используют другие дисциплины, трансдисциплинарность называется мультидисциплинарностью (мultidisciplinarity), плюродисциплинарностью (pluridisciplinarity), интердисциплинарностью (interdisciplinarity).

## Основные виды трансдисциплинарности
Согласно результатам исследований бельгийского ученого Э. Джаджа (Judge, A), в современной науке существует четыре вида трансдисциплинарности.
Наиболее общим видом, является трансдисциплинарность-1. Этот вид трансдисциплинарности основывается на усилиях формальной взаимосвязи пониманий отдельных дисциплин. Он обеспечивает формирование логических мета-рамок, посредством которых, их знания могут быть интегрированы на более высоком уровне абстракции, чем это происходит в междисциплинарности. Трансдисциплинарность-1 часто используется при работе различных экспертных систем, и экспертных групп.
Трансдисциплинарность-2 имеет более тесную внутреннюю связь с личным опытом исследователя, включая медитацию. Трансдисциплинарность-2 и трансдисциплинарность-1 контрастируют с двумя другими видами трансдисциплинарности. Так, например, иллюстративное использование метафоры и образного языка может рассматриваться, как исходная форма трансдисциплинарности (трансдисциплинарность-0). В этом её отличие от другого вида трансдисциплинарности (трансдисциплинарность-3), связанной с использованием генеральных метафор, имеющих фундаментальное познавательное значение.

## Перспективы развития трансдисциплинарности
Каждая форма трансдисциплинарности имеет свои недостатки и преимущества. Однако очевидная целесообразность использования трансдисциплинарности, позволила считать её одним из основных способов решения сложных многофакторных проблем XXI века. Об этом свидетельствует текст «Всемирной Декларации о Высшем образовании для XXI века: подходы и практические меры». Декларация была принята участниками Международной конференции по Высшему образованию,состоявшейся в октябре 1998 года в Париже, в Штаб-квартире ЮНЕСКО. Статья 5 и статья 6, Декларации, содержат рекомендации — поощрять трансдисциплинарность программ учебного процесса и учить будущих специалистов, использовать трансдисциплинарный подход для решения сложных проблем природы и общества.
Накануне этой конференции, в мае 1998 года, под эгидой ЮНЕСКО в Руайомонском аббатстве (Париж, Франция) был проведен  симпозиум по трансдисциплинарности. Итоговые документы симпозиума закрепили понимание сути трансдисциплинарности.  «Мультидисциплинарный и междисциплинарный подходы не являются средствами эффективной защиты от продолжающейся в настоящее время фрагментации знаний, поскольку, через простое сопоставление или сборку дисциплинарных подходов, они не достигают той глубины «интеграции» фундаментального единства, лежащего в основе всех форм знания. Их концептуальные и методологические инструменты должны быть переосмыслены. Трансдисциплинарность изначально задумана как мета-методология, поэтому трансдисциплинарный подход принимает в качестве объекта именно те разные методики различных дисциплин, только для того, чтобы «преобразовать» и «превзойти» их».
Примером развития трансдисциплинарности в направлении поиска формальной взаимосвязи отдельных дисциплин Трансдисциплинарность-1 являются Американская школа трансдисциплинарности, а также Швейцарская школа трансдисциплинарности и
Китайская школа трансдисциплинарности. Французская школа трансдисциплинарности отдаёт предпочтение более тесной внутренней связи с личным опытом исследователя, а также, использованию генеральных метафор, имеющих фундаментальное познавательное значение Трансдисциплинарность-2,3. О перспективе развития трансдисциплинарности в мировой науке свидетельствует следующий факт. В 2013 году в США под эгидой Американской академии науки и культуры был опубликован Доклад «ARISE-2» (Advancing Research in Science and Engineering). Среди основных целей, обозначенных в докладе, выделяется цель — осуществить в американской науке «переход от междисциплинарности к трансдисциплинарности». Междисциплинарность подразумевает простое «заимствование» техник и методов из других областей науки, тогда как трансдисциплинарность предполагает «функциональный синтез методологий», создание на их основе совершенно новых исследовательских концепций .